# Astrid Olofsdotter av Sverige
Astrid Olofsdotter, död tidigast 1035, var dotter till svenske kungen Olof Skötkonung och dennes frilla Edla. Astrid gifte sig i februari 1019 i Sarpsborg med kung Olof den helige av Norge (stupad 1030). Hon var drottning av Norge från 1019 intill danske kung Knut den stores maktövertagande 1028. 
Noterbart är att Astrid ej var mor till Olof den heliges son Magnus den gode, vilken skall ha varit Olofs illegitime son.

## Biografi
Snorre Sturlasson nämner Emund, Astrid och Holmfrid som barn till Olof Skötkonung och dennes frilla Edla. Astrid växte enligt Snorre upp hos Egils, en förnäm man i Västergötland, och gifte sig 1019 med norske kung Olof. Då Olof störtades från norska tronen 1028 flydde han till Sverige. Astrid kvar blev i Sverige med deras gemensamma dotter då Olof 1029 drog till Ryssland. Hon ligger begravd i Främmestad, Essunga kommun.
Adam av Bremen noterar att norske kung Olof den heliges hustru var "rege Sueonum...filiam".
Historia Norvegiae beskriver hur Olof den helige äktade "soror Margarete" efter att hans förlovning med Margareta (alias Ingegerd Olofsdotter) brutits då denna gifte sig med "rex Iarezlafus de Ruscia".
Astrid levde i Sverige ännu 1035 då hon detta år gästades av styvsonen Magnus på dennes färd från Gårdarike (Ryssland) till Norge.
Barn:
1. Ulfhild av Norge (ca 1020–1070), gift med hertig Ordulf av Sachsen (död 1072)